# 10 Minuten mit Adalbert Dickhut
10 Minuten mit Adalbert Dickhut war eine Sportsendung im Deutschen Fernsehen. Moderator war der Spitzenturner Adalbert Dickhut.
Sie wurde von 1955 bis 1970 von der ARD ausgestrahlt.
Bei der Sportsendung konnten Kinder spielerisch mitmachen. Die erforderlichen Geräte waren seinerzeit in jedem Haushalt vorhanden. Vier Kinder führten die Übungen vor. Auch der Sohn von Dickhut, Adalbert genannt Berti, turnte mit.